# Rotwang
Rotwang (de nombre completo C. A. Rotwang 'Der Erfinder' - C. A. Rotwang 'El científico') es un personaje ficticio de la película de ciencia ficción Metropolis, dirigida por Fritz Lang en el año 1927. El personaje de Rotwang CA es interpretado por el actor alemán Rudolf Klein-Rogge (quien también prestó su rostro al doctor Mabuse en algunas películas de Fritz Lang) y en su papel de Metropolis ejerce como una especie de científico loco que engendra un ginoide (robot antropomorfo con apariencia femenina). El nombre de "Rotwang" deriva de las palabras alemanas "Rot", rojo, y "Wang(e)", mejilla, con lo que la forma "rotwangig" significa literalmente 'mejilla sonrojada'.

## Entorno
La acción de la película transcurre en el año 2026, cuando las máquinas ya no desarrollan trabajos para los hombres sino que son los hombres quienes hacen posible el trabajo de las máquinas. La ciudad de Metrópolis tiene diversos niveles: en el inferior trabajan las clases obreras, y en el superior una clase gobernante dirigida por el industrial Joh Fredersen(interpretado por Alfred Abel). Fredersen tiene un hijo llamado Freder (interpretado por el actor Gustav Fröhlich) que casualmente se enamora de María, una mujer muy querida entre la clase obrera del submundo. María tranquiliza a los obreros con la esperanza del advenimiento de un salvador al que llaman el “Mediador”. La ciudad es gobernada por una máquina principal, denominada "Máquina corazón", de la que dependen las otras máquinas de la ciudad. Rotwang es contratado por Joh Fredersen para que le ayude en sus negocios, aunque Fredersen parece desconocer la relación que realmente le une con Rotwang.

## Personalidad
Se trata de un brillante inventor en el año 2026 en la ciudad de Metrópolis. Por los conocimientos que muestra en la elaboración de su robot se puede suponer que posee conocimientos de medicina, física, química y psicología. Rotwang luce en su mano derecha un guante negro, quizás debido a algún accidente de su juventud que le lesionó la mano. El robot creado por Rotwang puede asumir tanto la conducta como la apariencia de una persona humana porque Rotwang intenta que reemplace a su mujer Hel, quien lo abandonó marchándose con el industrial Joh Fredersen. Hel murió al dar a Freder, el hijo de Fredersen. Rotwang emplea el robot con la doble finalidad de vengarse de Fredersen y de su hijo Freder, mientras que les hace creer que está siendo empleado en beneficio de Joh Fredersen. El robot creado por Rotwang tiene como orden promover los disturbios y el descontento entre las clases obreras simulando ser 'María', con lo que Fredersen dispondrá de la excusa necesaria para reprimir violentamente a los trabajadores, mientras que la verdadera María queda prisionera en el laboratorio de Rotwang. Durante la suplantación, el robot emite discursos inflamatorios a las clases obreras del submundo. Pero también empieza a mostrar cierta iniciativa y se transforma en una bailarina exótica en los clubes nocturnos de Metrópolis, promoviendo así la discordia entre los jóvenes de las clases superiores. Rotwang posee un protagonismo en la creación del robot pasando a un segundo plano cuando éste se va haciendo independiente. No obstante, Rotwang muere en un accidente persiguiendo a la verdadera María por los tejados de la catedral de Metropolis.

## Influencia cultural
Rotwang hace el papel prototipo de científico loco que juega a ser dios en su laboratorio lleno de bobinas y abundantes aparatos eléctricos y recipientes químicos. Rotwang es entendido por Fritz Lang como un alquimista futurista. Algunos otros ejemplos de científicos de este estilo en el pasado se pueden encontrar en Víctor Frankenstein cuando elabora con fragmentos de cadáveres a la criatura conocida en la cultura popular como monstruo de Frankenstein o, en una clara confusión con su creador, simplemente como Frankenstein.